# Guy David (football)
Pour les articles homonymes, voir Guy David et David.
Guy David, né le 25 juillet 1947 à Marseille et décédé le 30 août 2008 à Fréjus, est un joueur et entraîneur de football français.

## Biographie
Guy David réalise une carrière de footballeur professionnel. Formé au SO Les Caillols, à Marseille (1960-1965), il joue ensuite à l'AS Mazargues, un autre club de la ville, qui évolue en Division d'honneur, puis rejoint le FC Martigues, en 1967 ou 1971. En 1971 le club martégal, premier club amateur de son groupe de CFA, est promu en Division 2. Guy David réalise alors deux saisons à ce niveau, à Martigues (19 ou 21 matchs et un but) puis l'année suivante à l'AS Cannes (16 ou 17 matchs). Il poursuit au FC Yonnais, en D3, et arrête sa carrière de joueur après la relégation du club en DH en 1976.
En 1976, Guy David signe comme entraîneur-joueur au Stade raphaëlois, en Promotion d'honneur A. En sept ans, il fait gravir à son équipe les échelons jusqu'à la mener aux portes de la Division 3. Pourtant en 1983, il signe à l'ES Fréjus, le club voisin, en DHR, comme entraîneur uniquement. En quatre saisons, il remonte le club en DH puis en Division 4.
Les performances de ses équipes attirent l’œil des clubs professionnels et en 1987 il signe comme entraîneur adjoint au Sporting Toulon Var, le grand club voisin, où il accompagne Rolland Courbis puis l'Argentin Delio Onnis. En septembre 1991, après un début de saison manqué, Pierre Mosca est écarté et Guy David nommé entraîneur. En 30 matchs, il fait remonter l'équipe à la 14e place.
Pourtant il ne resigne pas avec le club toulonnais l'année suivante. Il rejoint l'AS Beauvais, où il reste un an en D2, puis Le Havre AC, qu'il parvient à maintenir en D1 trois saisons d'affilée. En 1996-1997, il dirige le SM Caen, promu en D1, avec lequel il connaît sa première relégation (dans le cadre d'un championnat réduit de 20 à 18 clubs). Puis il signe au Stade rennais, où il évite de justesse une nouvelle relégation en 1997-1998.
En janvier 1999, il remplace Victor Zvunka sur le banc de l'OGC Nice, dernier de D2, et parvient à maintenir l'équipe. En début d'année suivante, il quitte le club à la suite d'un conflit avec le nouveau président du club, arrivé avec la prise de contrôle du club par l'Italien Franco Sensi. À la suite de l’intervention de la mairie et des décisions du nouveau propriétaire, il accepte de reprendre son poste en janvier mais quitte définitivement le club en fin de saison.
En septembre 2000, le SM Caen fait de nouveau appel à lui, cette fois comme directeur sportif, à la suite du licenciement du novice Philippe Montanier de ce poste, Jean-Louis Gasset ayant remplacé Pascal Théault comme entraîneur peu de temps avant. La saison est difficile. L'été suivant Gasset est remercié, et Guy David, touché par un cancer, quitte à son tour le club pour repartir en Provence où il compte s'occuper davantage de formation auprès des jeunes. Il intègre le FC Martigues où il occupe le banc d'octobre à décembre 2001, à la suite de Christian Caminiti. Mais convalescent, il est remplacé par Baptiste Gentili qui termine la saison. 
Entre 1998 et 2004, il travaille ponctuellement comme consultant TV. En novembre 2003, Guy David reprend du service au FC Sion, en deuxième division suisse, où il vient soutenir Didier Tholot. Il y reste jusqu'en mai 2004. La saison suivante, en septembre, il remplace Jean-Michel Cavalli à l'US Créteil, en Ligue 2, où il obtient le maintien espéré.
En 2007, après deux ans de repos, il retrouve son ancien club de l'ES Fréjus, en CFA. Au début de sa 2e saison, il est victime d'un malaise cardiaque après un match contre la réserve de l'AS Saint-Étienne, et en décède,. 
Parmi les nombreux joueurs qui lui rendent hommage à son enterrement, Vikash Dhorasoo, qui l'a croisé au Havre, insiste sur les qualités humaines de Guy David, rares selon lui dans le milieu du football professionnel.

## Carrière

### En tant que joueur
- 1971-1972 :  FC Martigues
- 1972-1973 :  AS Cannes

### En tant qu'entraîneur
- 1976-1983 :  Stade raphaëlois (PHA à D4)
- 1983-1987 :  ES Fréjus (DHR à D4)
- 1991-1992 :  Sporting Toulon Var (D1)
- 1992-1993 :  AS Beauvais (D2)
- 1993-1996 :  Le Havre AC (D1)
- 1996-1997 :  SM Caen (D1)
- 1997-1998 :  Stade rennais (D1)
- 1999-2000 :  OGC Nice (D2)
- 2001 :  FC Martigues (L2)
- 2003-2004 :  FC Sion (Suisse)
- 2004-2005 :  US Créteil-Lusitanos (L2)
- 2007-2008 :  ES Fréjus (CFA)

## Palmarès
- Demi-finaliste de la Coupe de la Ligue en 1995 avec Le Havre AC
- Finaliste du Championnat de France de division 4 en 1983 avec le Stade raphaëlois (vainqueur du Groupe H)